# Polystichum christianae
Polystichum christianae är en träjonväxtart som först beskrevs av Jenm., och fick sitt nu gällande namn av Lucien Marcus Underwood och Maxon. Polystichum christianae ingår i släktet Polystichum och familjen Dryopteridaceae. Inga underarter finns listade.